# دانشگاه تگزاس ای‌اندام
دانشگاه تگزاس اِی‌اَنداِم (به انگلیسی: Texas A&M University) یک دانشگاه تحقیقاتی دولتی در شهر کالج استیشن واقع در ایالت تگزاس آمریکا است. این دانشگاه قدیمی‌ترین مؤسسه آموزش عالی عمومی در ایالت تگزاس است که در سال ۱۸۷۶ میلادی افتتاح شد. این مؤسسه آموزش عالی با ثبت‌نام بیش از ۷۱۰۰۰ دانشجو در سال ۲۰۲۱ در زمره بزرگ‌ترین دانشگاه‌های ایالات متحده است. دانشگاه تگزاس اِی‌اَنداِم در کالج استیشن، دانشگاه مرکزی سامانه دانشگاه ای‌اندام تگزاس است. این دانشگاه در زمره بیست مؤسسه پژوهشی برتر آمریکا از نظر میزان تأمین مالی و دستاوردهایش در زمینه‌های مهندسی، پزشکی، علوم، و فناوری قرار دارد.
پردیس اصلی دانشگاه با مساحتی در حدود ۲۱ کیلومتر مربع، یکی از بزرگ‌ترین نمونه‌های دانشگاهی آمریکا و جهان است. استادیوم فوتبال این دانشگاه با عنوان کایل فیلد با ظرفیت بیش از ۱۰۲٬۰۰۰ تماشاگر، یکی از بزرگ‌ترین ورزشگاه‌های آمریکا است.

## تاریخچه
به عنوان نخستین مؤسسه تحصیلات تکمیلی در ایالت تگزاس، دانشگاه تگزاس اِی‌اَنداِم در سیزدهم مهرماه سال ۱۲۵۵ هجری شمسی برابر با چهارم اکتبر ۱۸۷۶ میلادی افتتاح شد. حروف اِی و اِم در عنوان دانشگاه، حروف اولیه کشاورزی و مکانیک است که اهداف اولیه تأسیس دانشگاه را یادآوری می‌نماید. رسالت نخستین این دانشگاه تربیت متخصصان امور کشاورزی و نظامی بود. اما دهه ۱۹۶۰ دانشگاه ای اند ام نقش آکادمیک خود را گسترش داد و شرکت اجباری در واحدهای نظامی از سرفصل دانشجویان حذف شد.

## رشته‌ها
دانشگاه تگزاس اِی‌اَنداِم با داشتن هفده دانشکده و ده‌ها مرکز پژوهشی و آموزشی، بیش از ۱۳۰ رشته در حوزه کارشناسی و ۲۶۸ رشته در حوزه تحصیلات تکمیلی و حرفه‌ای ارائه می‌کند. این دانشگاه تا کنون بیش از پانصد هزار مدرک تحصیلی صادر کرده‌است که بیش از یک پنجم آن مدارک تحصیلات تکمیلی و حرفه‌ای بوده‌است.

## برندگان نوبل
دانشگاه تگزاس اِی‌اَنداِم دارای نه استاد برنده جایزه نوبل در طول تاریخ است که از این حیث این دانشگاه در میان برترین دانشگاه‌های جهان قرار می‌گیرد. فهرست برندگان نوبل این دانشگاه به قرار زیر است.
- درک بارتون، برنده جایزه نوبل شیمی در سال ۱۹۶۹
- نورمن بورلاگ، برنده جایزه نوبل صلح در سال ۱۹۷۰
- الیاس کوری، برنده جایزه نوبل شیمی در سال ۱۹۹۰
- شلدون لی گلاشو، برنده جایزه نوبل فیزیک در سال ۱۹۷۹
- رابرت گرابز، برنده جایزه نوبل شیمی در سال ۲۰۰۵
- دادلی هرشباخ، برنده جایزه نوبل شیمی در سال ۱۹۸۶
- جک کیلبی، برنده جایزه نوبل فیزیک در سال ۲۰۰۰
- دیوید موریس لی، برنده جایزه نوبل فیزیک در سال ۱۹۹۶
- ورنون اسمیت، برنده جایزه نوبل اقتصاد در سال ۲۰۰۲

## مشاهیر دانش‌آموخته
شبکه فارغ‌التحصیلان دانشگاه تگزاس اِی‌اَنداِم با داشتن بیش از نیم میلیون دانش‌آموخته یکی از بزرگ‌ترین مجامع دانش‌آموختگان دانشگاهی در جهان می‌باشد. در سال ۲۰۲۱ و بر اساس گزارش یو اس نیوز، این دانشگاه بیشترین تعداد دانش‌آموخته را در میان مدیران عامل پانصد شرکت بزرگ فهرست فوربز دارا بوده‌است و بدین ترتیب در رتبه نخست تربیت مدیران عالی در ایالات متحده قرار دارد. در فهرست زیر نام تعدادی از دانش‌آموختگان مشهور این دانشگاه را می‌توانید مشاهده کنید.
- تای هاردین
- تیفانی تورنتون
- جین وولف
- جیسون کاسترو (خواننده)
- رابرت ارل کین
- لایل لاوت
- کندیس کروجر
- خالد الفالح
- لووری میز
- خورخه کیروگا
- مارتین توریخوس
- ریک پری
- بیل فلورس
- جو بارتون
- لوئی گومرت
- جب هنسارلینگ
- ویل هرد
- آرون کوهن (معاون ناسا)
- مایکل ئی. فوسام
- ویلیام ای پیلز
- استیون سوانسون

## دانشجویان
به‌طور سنتی، به دانشجویان و فارغ‌التحصیلان دانشگاه «اگی» می‌گویند. دانشگاه ای اند ام با داشتن ۷۱٬۱۰۹ دانشجو در ترم پاییز ۲۰۲۰، به عنوان دومین دانشگاه بزرگ ایالات متحده شناخته شد. ۴۶٫۸٪ از این جمعیت را دانشجویان دختر تشکیلی می‌دهند. گرچه دانشگاه از ۵۰ ایالت آمریکا و ۱۳۰ کشور جهان دانشجو دارد اما بیشتر جمعیت دانشجویی آن را ساکنین تگزاس تشکیل می‌دهند.

## رتبه‌بندی
طبق رتبه‌بندی‌های مختلف موسسات دانشگاهی، دانشگاه تگزاس ای اند ام دایماً درمیان صد دانشگاه برتر ایالات متحده رتبه‌بندی می‌شود. در سال ۲۰۲۱، رتبه‌بندی دانشگاه‌های عمومی توسط یواس نیوز، ای اند ام را دانشگاه ۲۲ در آمریکا و ۶۳ در جهان معرفی کرد. ماهنامه واشینگتن (واشینگتن مانثلی) با تأکید بر پژوهش، خدمات، و تحرک اجتماعی، دانشگاه ای اند ام را پنجمین گزینه در آمریکا شناخت. بنیاد جان تمپلتن ای اند ام را یکی از سی و پنج دانشگاه آمریکا اعلام کرد که «ارزش‌هایی نظیر صداقت، احترام، اعتماد، مسوولیت پذیری و انصاف در کلاس» را ترویج می‌دهند. وال استریت جورنال با مطالعه آماری بر روی استخدام شدگان موسسات معتبر آمریکا، نشان داده‌است که دانشگاه ای اند از نظر «احتمال تأمین مشاغل کلیدی برای فارغ‌التحصیلانش» در رتبه نخست در آمریکا قرار دارد.
| نوع رده بندی                                                   | سال  | رتبه           |
| -------------------------------------------------------------- | ---- | -------------- |
| تایمز لندن QS Supplement                                       | ۲۰۰۹ | ۱۷۹ (جهانی)    |
| گزارش پژوهشی دانشگاه ووهان                                     | ۲۰۰۷ | ۵۱ (جهانی)     |
| SJTU (کلی)                                                     | ۲۰۰۹ | ۸۸ (جهانی)     |
| نشریه نیوزویک                                                  | ۲۰۰۷ | ۷۵ (جهانی)     |
| وبومتریک                                                       | ۲۰۰۹ | ۲۰ (جهانی)     |
| فاکتور جی                                                      | ۲۰۰۶ | ۴۶ (جهانی)     |
| HEEACT تایوان                                                  | ۲۰۰۹ | ۹۷ (جهانی)     |
| US News & World Report در میان دانشگاه‌های عمومی                | ۲۰۰۹ | ۲۲ (در آمریکا) |
| Washington Monthly                                             | ۲۰۰۹ | ۵ (در آمریکا)  |
| Center for Measuring University Performance (دانشگاه‌های عمومی) | ۲۰۰۷ | ۱۰ (در آمریکا) |
| کیپلینگر                                                       | ۲۰۰۹ | ۳۰ (در آمریکا) |

## پژوهش
پروژه‌های تحقیقاتی دانشگاه ای اند ام در دو سایت اصلی تمرکز یافته‌اند: یکی شهرک تحقیقاتی است که ۵۰ کیلومتر مربع مساحت دارد و دیگری پارک تحقیقاتی است با مساحتی حدود یک کیلومتر مربع. در سال ۲۰۰۴ مبلغی نزدیک به ۵۷۰ میلیون دلار بودجه تحقیقاتی دریافت کرد که دانشگاه را جزو بیست دانشگاه برتر آمریکا از نظر اعتبار پژوهشی قرار داد. در همان سال، ۱۲۱ اختراع از دانشگاه ثبت شد که درآمدی هشت میلیون دلاری برای دانشگاه به ارمغان آورد.
این دانشگاه مجموعاً ۹ کتابخانه دارد که پاسخگوی نیازهای ۱۰ دانشکده این دانشگاه می‌باشد. کتابخانه ریاست جمهوری جرج بوش در این دانشگاه قرار دارد.
نخستین شبیه‌سازی یک حیوان خانگی (گربه ای به نام سی سی) در سال ۲۰۰۱ و در دانشکده دامپزشکی دانشگاه ای اند ام انجام گرفت. این دانشگاه نخستین مؤسسه آموزشی است که شش گونه جانوری را شبیه‌سازی ژنتیکی کرده‌است.
به عنوان بخشی از همکاری‌های میان وزارت انرژی آمریکا و دانشگاه، نخستین تبدیل اورانیم غنی شده (۷۰٪) به اورانیم با غنای ۲۰٪ در رآکتور تحقیقاتی انرژی هسته‌ای دانشگاه ای اند ام تکمیل شد.

## خارج از آمریکا
این دانشگاه در خارج از آمریکا نیز در کشور قطر یک شعبه فعال بنام دانشگاه تگزاس A&M در قطر دارد.

## نگارخانه

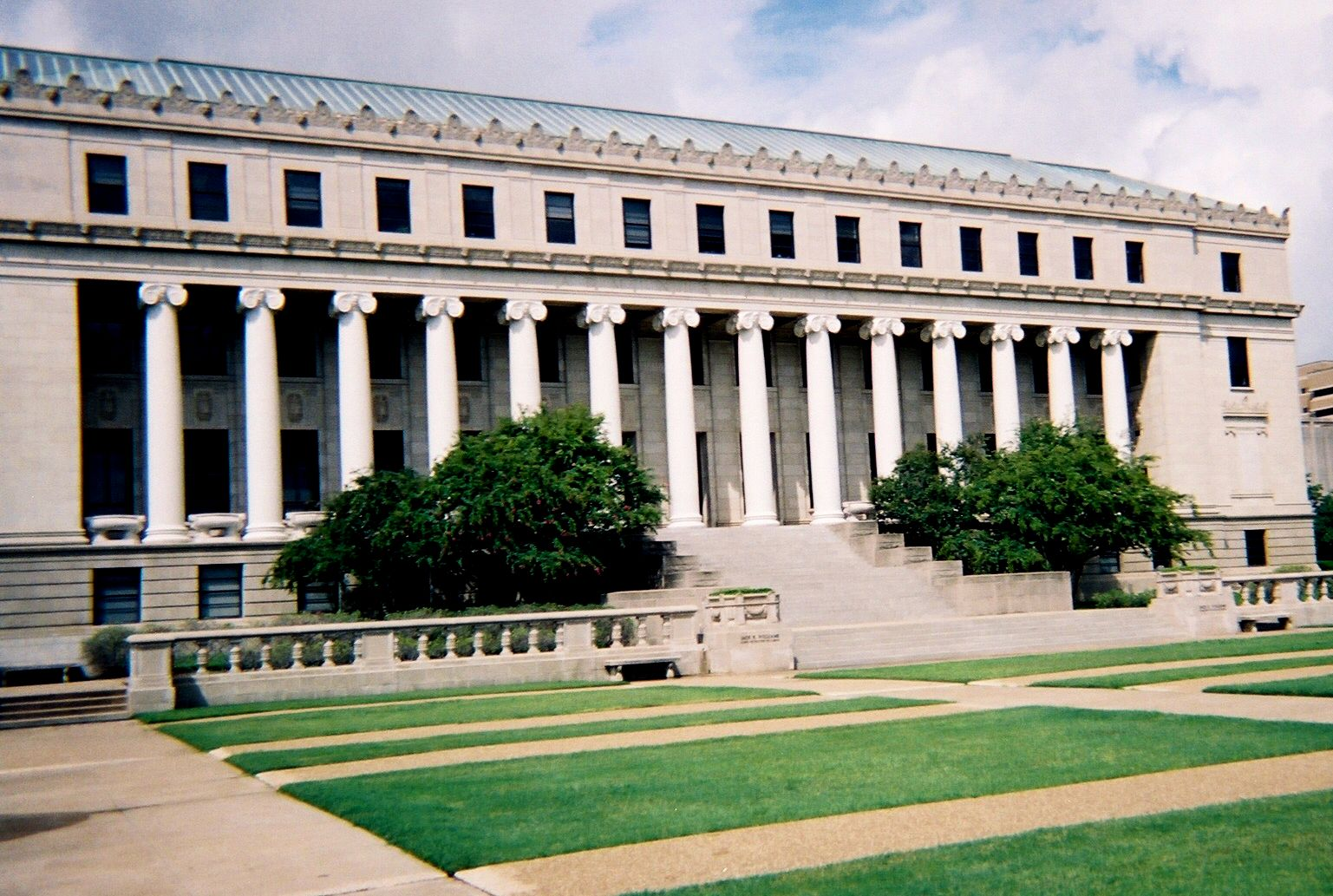
ساختمان رئیس دانشگاه
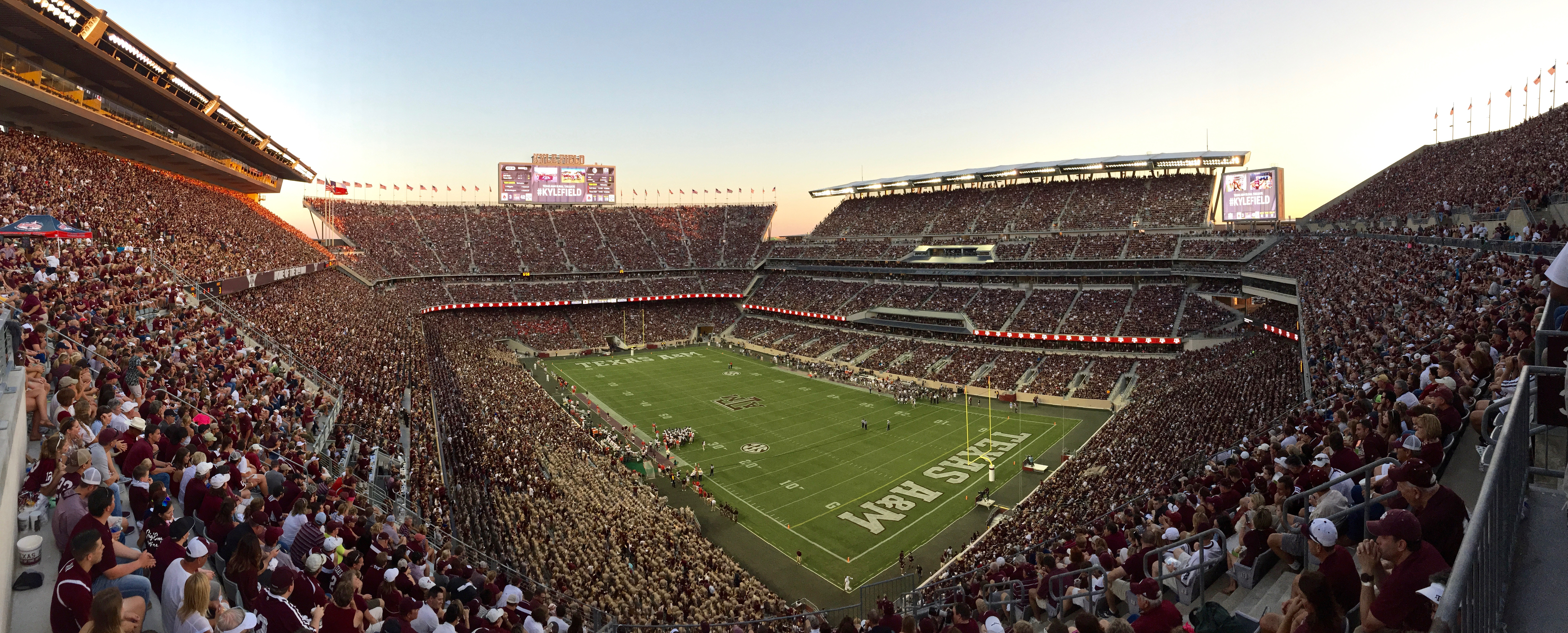
استادیوم کایل فیلد
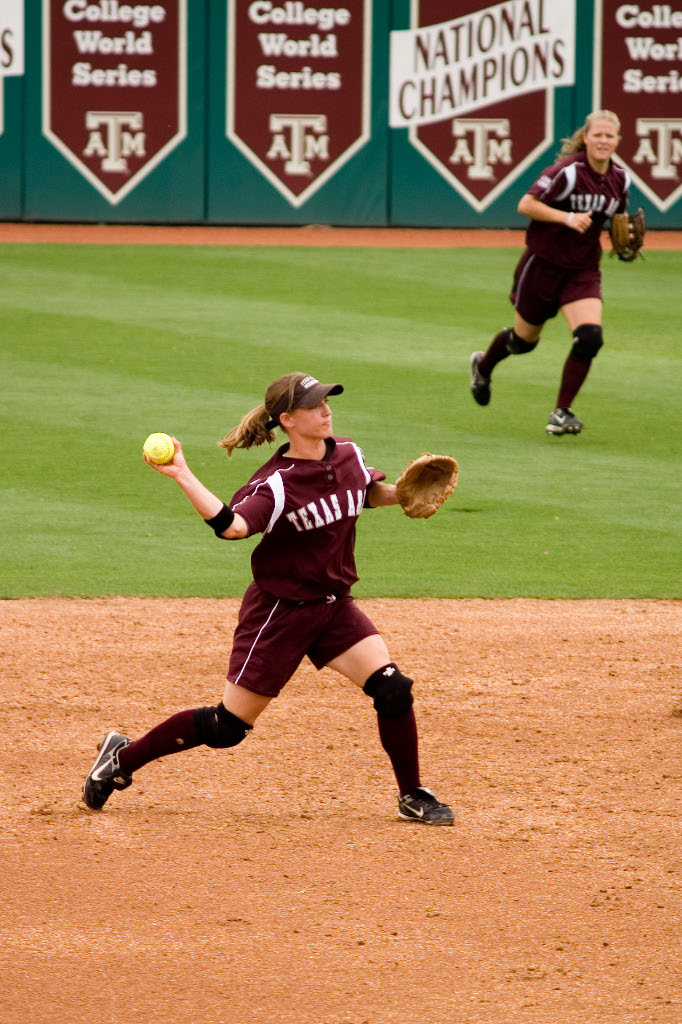
تیم سافتبال دانشگاه در مسابقات ورزشی سراسری دانشگاه‌های آمریکا
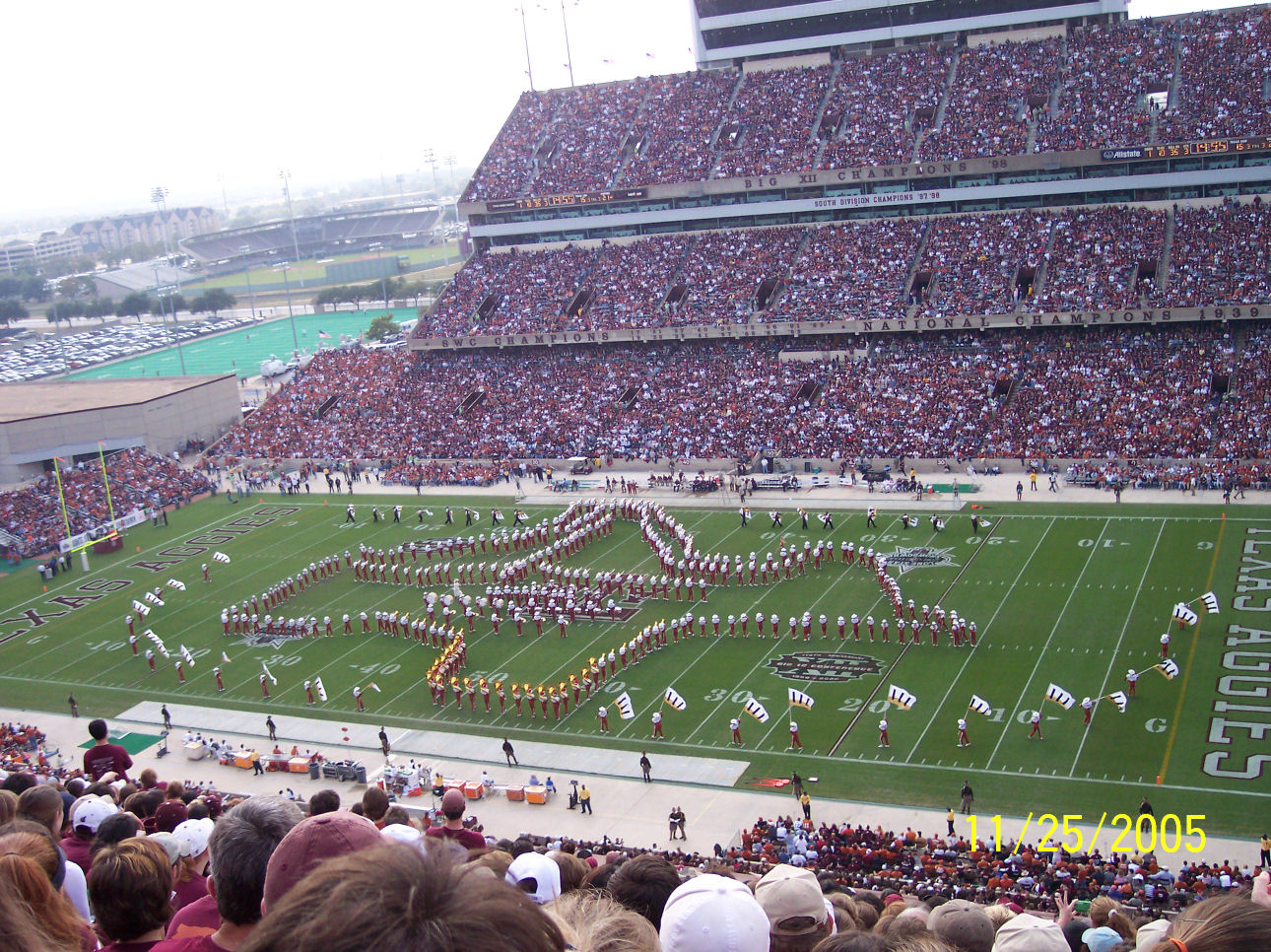
در آستانه یک دیدار ورزشی جام بی‌سی‌اس
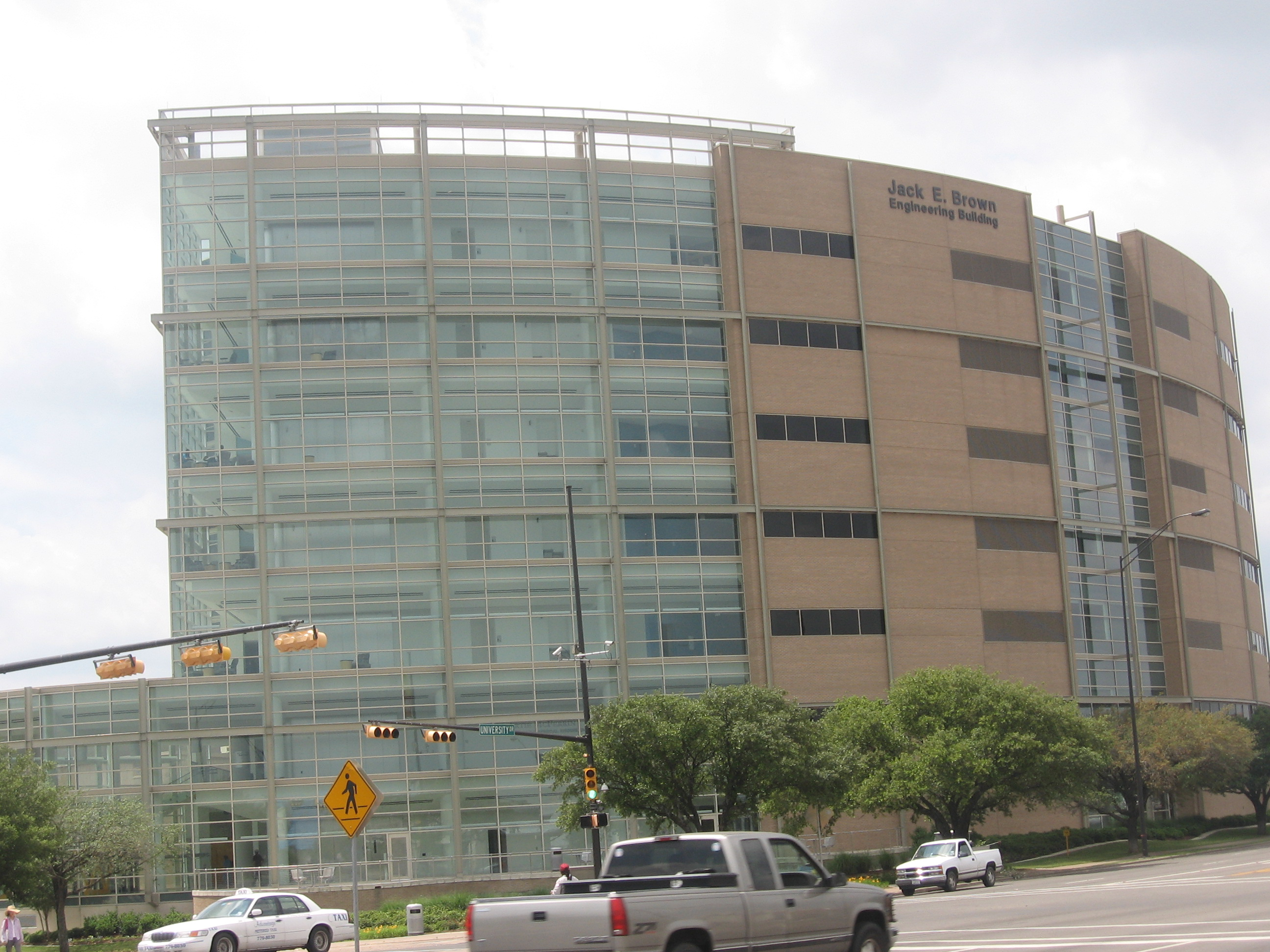
ساختمان مهندسی شیمی
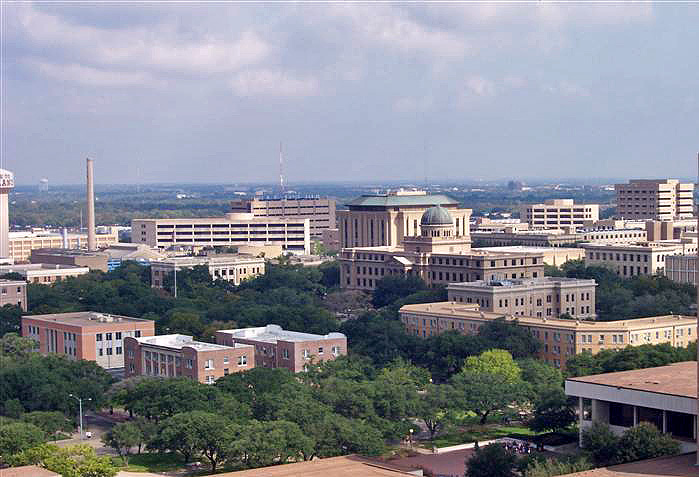
محوطه دانشگاه